# História de Burnside
A história da cidade de Burnside, uma área do governo local na área metropolitana de Adelaide (Austrália) e abrange mais três séculos. Antes da colonização européia, Burnside era habitada pelo povo Kaurna, que vivia ao redor dos riachos do rio Torrens durante o inverno e nas colinas de Adelaide durante o verão. 
Logo após a colonização britânica da Austrália Meridional em 1836, os colonos começaram a adquirir propriedades no sopé das colinas a leste da cidade de Adelaide. A aldeia de Magill foi subdividida em 1838. Um escocês chamado Peter Anderson, que com sua família foram os primeiros colonos oficiais na área agora conhecida como o subúrbio de Burnside em 1839, nomeou a área após a localização de sua propriedade adjacente a Second Creek (em Escocês , "Burn" significa riacho ou riacho). A vila de Burnside foi estabelecida logo depois e o Conselho Distrital de Burnside surge em 1856, separando-se do maior Conselho Distrital de East Torrens. Os pilares da economia inicial de Burnside eram a viticultura, a mineração e os olivais. A localidade de Glen Osmond apresentava depósitos minerais substanciais e vinhas (produção de vinho) foram estabelecidas em Magill e Stonyfell.
As atuais câmaras do conselho foram construídas em 1926 em Tusmore; tornou-se município em 1935. Com forte crescimento e desenvolvimento em toda a região, Burnside recebeu o status de "cidade" (City) em 1943. A década de 1960 trouxe para Burnside uma biblioteca comunitária e um centro de natação; ambos foram expandidos e atualizados entre 1997 e 2001. 

### Livros
- Bromell, W. (1981). Mines in Burnside: Their Historical Significance. [S.l.]: Unley : Burnside Council
- Coleman, D, ed. (1956). The First Hundred Years: A History of Burnside in South Australia. [S.l.]: Corporation of the City of Burnside
- Cox, A. Bertram (1978). Fairways on the Mount: A History of the Mount Osmond Golf Club 1927–1977. [S.l.]: Mount Osmond, S. Aust. : The Club
- Hugo, Graeme (1996). «Playford's people: Population change in South Australia». In:  O'Neil, Bernard; Raftery, Judith; Round, Kerrie. Playford's South Australia: Essays on the History of South Australia, 1933–1968. [S.l.]: Association of Professional Historians. ISBN 0-646-29092-4
- Simpson, ER (1993). Beaumont House the land and its people. [S.l.]: Hyde Park Press, Richmond, Adelaide. ISBN 978-0-9592458-2-0
- Warburton, E (1981). The Paddocks Beneath: A History of Burnside from the Beginning. [S.l.]: Corporation of the City of Burnside, South Australia. ISBN 978-0959387605